# Cronologia da Terceira República Brasileira
Esta é uma cronologia da Era Vargas a partir de 1937, ou seja, cronologia da Terceira República Brasileira.

## 1937
- 10 de novembro: Com o edifício do Poder Legislativo vazio e cercado por tropas militares, impedindo que os parlamentares a ele se chegassem, Getúlio Vargas instaura o Estado Novo no país.
- 10 de novembro: A terceira constituição republicana, também conhecida como Polaca, é outorgada pelo presidente Getúlio Vargas, com a condição de submetê-la a um plebiscito, que nunca se concretizou.
- 10 de novembro: Dissolvida a Ação Integralista Brasileira.
- 2 de dezembro: Decretada oficialmente a dissolução dos partidos políticos.[1]

## 1938
- 11 de maio: Meia-noite. Membros da Ação Integralista Brasileira (AIB), sob o comando de Severo Fournier e inspiração de Plínio Salgado, invadem o Palácio Guanabara e o Ministério da Marinha numa tentativa de golpe contra o Estado Novo e pela deposição do presidente da República, Getúlio Vargas. Fracassam, com um saldo aproximado de 15 mortos e 1 500 presos.

## 1939
- 26 de janeiro: Plínio Salgado, líder integralista, é preso em São Paulo.
- 3 de junho: A primeira demonstração de televisão é realizada no Rio de Janeiro.
- 2 de setembro: Segunda Guerra Mundial: O presidente Getúlio Vargas declara neutralidade na guerra na Europa.
- 27 de dezembro: É criado o Departamento de Imprensa e Propaganda (DIP).

## 1940
- 15 de abril: Juscelino Kubitschek é nomeado prefeito da cidade de Belo Horizonte, MG.
- 1 de maio: Getúlio Vargas, presidente da República, regulamenta o salário mínimo.[2]
- 11 de junho: O presidente da República, Getúlio Vargas, faz um discurso pró-fascismo no encouraçado Minas Gerais.
- 26 de setembro: Militares ingleses aprisionam em Lisboa, Portugal, o navio brasileiro Siqueira Campos, que traz armas alemãs para o Brasil.

## 1941
- 20 de janeiro: É criado o Ministério da Aeronáutica e a Força Área Brasileira.
- 20 de março: É preso o escritor Monteiro Lobato foi preso preventivamente, acusado de crime contra a segurança do Estado e a ordem social.[3][4]
- 9 de abril: A Companhia Siderúrgica Nacional é criada por decreto do presidente Getúlio Vargas.
- 1 de maio: A Justiça do Trabalho é criada pelo presidente Getúlio Vargas.
- 28 de agosto: O primeiro noticiário do rádio brasileiro, o Repórter Esso, estreia, transmitido pela Rádio Nacional do Rio de Janeiro, iniciando a cobertura da Segunda Guerra Mundial.
- 13 de dezembro: O primeiro poço de petróleo para exploração comercial no país é descoberto no estado da Bahia.

## 1942
- 2 de janeiro: O Governo brasileiro declara a zona militar do território de Fernando de Noronha.
- 15 de janeiro: Palácio Tiradentes. Rio de Janeiro. Inicia-se a III Conferência de Consulta dos Chanceleres das Repúblicas Americanas. No dia 22, o ministro das Relações Exteriores, Oswaldo Aranha, anuncia o rompimento do Brasil com os países do "Eixo" - Alemanha, Itália e Japão. O governo brasileiro estreita laços com os Estados Unidos da América e passa a apoiar o esforço bélico contra os regimes nazifascistas.
- 28 de janeiro: O Brasil rompe relações diplomáticas com a Itália e a Alemanha.
- 16 de fevereiro: Segunda Guerra Mundial: Torpedeado o navio mercante brasileiro Buarque por um submarino alemão.
- 18 de fevereiro: Segunda Guerra Mundial: Torpedeado o navio brasileiro Olinda, ao largo da costa do estado da Virgínia, nos Estados Unidos.
- 25 de fevereiro: Segunda Guerra Mundial: Torpedeado o navio brasileiro Cabedello.
- 7 de março: Segunda Guerra Mundial: O navio mercante brasileiro Arabutan é torpedeado e afunda ao largo da costa da Carolina do Norte, Estados Unidos. O enfermeiro de bordo morre.
- 7 de março: Segunda Guerra Mundial: O navio de passageiros brasileiro Cairu é torpedeado e afunda na costa dos Estados Unidos. Um passageiro morre.
- 18 de abril: Coca-Cola entra ao mercado brasileiro.
- 1 de maio: Presidente Getúlio Vargas sofre um acidente automobilístico.
- 22 de maio: Segunda Guerra Mundial: A Força Aérea Brasileira ataca um submarino alemão.
- 22 de agosto: Segunda Guerra Mundial: O Brasil declara guerra à Alemanha e à Itália.
- 31 de agosto: O presidente da República, Getúlio Vargas, expede o Decreto-Lei nº 10 358 que "declara o estado de guerra em todo o território nacional".[5]
- 5 de outubro: Cruzeiro substitui a antiga moeda mil-réis.

## 1943
- 9 de janeiro: O Brasil declara sua adesão à Organização das Nações Unidas e à Carta do Atlântico.
- 29 de janeiro: O presidente Getúlio Vargas encontra-se com o presidente estadunidense Franklin Roosevelt em Natal, Rio Grande do Norte.
- 15 de março: Segunda Guerra Mundial: O navio brasileiro Afonso Pena é torpedeado e afunda no litoral da Bahia, próximo aos Abrolhos. Morrem 33 tripulantes e 92 passageiros.[5]
- 1 de maio: A Consolidação das Leis do Trabalho (CLT) é criada.
- 9 de agosto: Segunda Guerra Mundial: A Força Expedicionária Brasileira (FEB) é criada pelo Ministério da Guerra.
- 12 de agosto: O Formulário Ortográfico de 1943 é aprovado pela Academia Brasileira de Letras.

## 1944
- 19 de abril: O Dia do Índio é celebrado pela primeira vez.
- 1 de julho: Segunda Guerra Mundial: Embarque do primeiro contingente da Força Expedicionária Brasileira na Itália.
- 20 de dezembro: A Fundação Getúlio Vargas é criada.

## 1945
- 22 de janeiro: No Teatro Municipal de São Paulo, acontece o Primeiro Congresso Nacional de Escritores. A reunião é uma manifestação de oposição ao governo Vargas. Aprofunda-se a crise do regime. Participam do encontro nomes expressivos da intelectualidade do país, além de convidados estrangeiros. A repercussão internacional é expressiva a ponto de merecer mensagem de saudação de Albert Einstein. A mesa diretora é composta, entre outros, por Aníbal Machado (presidente), Sérgio Milliet, Dionélio Machado, Murilo Rubião e Jorge Amado. Durante o encontro, é redigido um manifesto exigindo a legalidade democrática como garantia da completa liberdade de pensamento e a instalação de um governo eleito pelo povo mediante sufrágio universal direto e secreto.[5]
- 21 de fevereiro: Segunda Guerra Mundial: Vitória da Batalha de Monte Castello.
- 28 de fevereiro: O presidente da República, Getúlio Vargas, diante da onda de insatisfação reinante no País e forte pressão popular, reformula 35 artigos da Carta Constitucional, inclusive com a edição da Lei Constitucional nº 9, que "altera dispositivos constitucionais, convoca eleições para a Presidência da República, governadores de estados, Parlamento e Assembleias Legislativas".[5]
- 18 de março: O Jardim Zoológico do Rio de Janeiro é fundado.
- 2 de abril: O Brasil estabelece relações diplomáticas com a União Soviética.
- 7 de abril: É fundada a União Democrática Nacional (UDN).
- 11 abril: O Supremo Tribunal Federal concede habeas corpus aos exilados políticos.
- 18 de abril: Luís Carlos Prestes e outros políticos são libertados. Decreto-Lei nº 7 474, que "concede anistia geral aos envolvidos em crimes políticos posteriores a 16 de julho de 1934".[5]
- 15 de maio: O Partido Trabalhista Brasileiro (PTB) é fundado.
- 23 de maio: Rio de Janeiro. O Partido Comunista Brasileiro (PCB) reúne aproximadamente 100 mil pessoas em um comício com o líder Luís Carlos Prestes.
- 28 de maio: O presidente da República, Getúlio Vargas, expede o Decreto-Lei nº 7 586, que "trata do novo Código Eleitoral Brasileiro", que regulamenta o processo eleitoral, permitindo o voto secreto e obrigatório, eleições diretas, a criação de partidos políticos de âmbito nacional, eleições presidenciais e parlamentares, marcadas para 2 de dezembro de 1945, e estaduais, para 6 de maio de 1946.
- 6 de junho: Segunda Guerra Mundial: O Brasil declara guerra ao Japão.
- 6 de julho: É fundada a Igreja Católica Apostólica Brasileira.
- 17 de julho: O Partido Social Democrático (PSD) é fundado.
- 18 de julho: Os primeiros soldados brasileiros que tinham lutado nos campos de batalha na Itália são recebidos por uma multidão em festa, na Parada da Vitória no Rio de Janeiro.
- 24 de outubro: O Brasil faz parte dos primeiros 27 signatários das Nações Unidas.
- 29 de outubro: Fim da Ditadura Vargas e com ela do Estado Novo de Getúlio Vargas, ele é deposto pelas Forças Armadas, sob a liderança do ministro da Guerra, general-de-divisão Eurico Gaspar Dutra, com o apoio de grande parte do povo brasileiro. Sucede-lhe no cargo, para o governo de transição, o presidente do Supremo Tribunal Federal, José Linhares, que vai exercer a chefia do Poder Executivo até o dia 31 de janeiro de 1946.
- 17 de novembro: O presidente interino da República, José Linhares, expede a Lei Constitucional nº 14, que extingue o combatido e polêmico Tribunal de Segurança Nacional. Nesse mesmo dia, o Partido Comunista Brasileiro lança a candidatura de Yedo Fiúza para a Presidência da República.
- 25 de novembro: Getúlio Vargas lança manifesto em apoio à candidatura do general-de-divisão Eurico Gaspar Dutra.[5]
- 2 de dezembro: São realizadas as eleições para a Presidência da República e para o Congresso Nacional. Doze partidos concorrem ao pleito. O general-de-exército Eurico Gaspar Dutra é eleito presidente da República com 3,2 milhões de votos, e Getúlio Vargas se elege senador por São Paulo e pelo Rio Grande do Sul. O PSD obtém maioria na Assembleia Constituinte. O PCB é a grande surpresa: elege 14 deputados federais, o candidato a senador Luís Carlos Prestes (PCB-DF).[5]
- 12 de dezembro: O presidente interino da República, José Linhares, expede o Decreto-Lei nº 8 356, que dispõe sobre a manifestação do pensamento por meio da radiodifusão, estabelece regras liberais, e a manifestação do pensamento não depende de censura prévia.

## 1946
- 1 de janeiro: A Força Expedicionária Brasileira (FEB) é extinta.
- 31 de janeiro: Eurico Gaspar Dutra assume a presidência da República.
- 1 de fevereiro: A Assembleia Constitucional é instalada.
- 23 de março: O advogado Honorato Himalaia Virgulino, que fora procurador do Tribunal de Segurança Nacional e denunciara os líderes da "Intentona Comunista", encaminha ao Tribunal Superior Eleitoral um pedido de cancelamento do Partido Comunista Brasileiro, tendo em vista as declarações do senador Luís Carlos Prestes (PCB-DF). Pouco tempo depois, o deputado Edmundo Barreto Pinto (PTB-DF) apresenta novas denúncias contra o mesmo partido. No dia 7 de maio de 1947, o Tribunal Superior Eleitoral, em decisão de três votos contra dois, declara a ilegalidade do PCB e o cancelamento do seu registro eleitoral.[5]
- 30 de abril: A proibição dos jogos de azar no país é estabelecida pelo decreto-lei assinado pelo presidente Eurico Gaspar Dutra.
- 5 de agosto: O general norte-americano Dwight Eisenhower chega ao Rio de Janeiro em visita oficial.[5]
- 18 de setembro: A Constituição brasileira é promulgada.

## Referência
1. ↑  «Portal da Câmara dos Deputados». www2.camara.leg.br. Consultado em 29 de maio de 2023
2. ↑  Decreto-Lei nº 2 162 de 1º de maio de 1940
3. ↑  EM 1941, MONTEIRO LOBATO FOI PRESO POR CRITICAR O ESTADO NOVO - aventurasnahistoria.uol.com.br
4. ↑  Sodré, Nelson Werneck (1998). História da imprensa no Brasil. [S.l.]: Mauad Editora Ltda
5. 1 2 3 4 5 6 7 8 9  «3ª República (10.11.1937 - 18.09.1946)». Portal da Câmara dos Deputados. Consultado em 31 de janeiro de 2023